# Comuna Lîpivți, Peremîșleanî
Lîpivți (în ucraineană Липівці) este o comună în raionul Peremîșleanî, regiunea Liov, Ucraina, formată din satele Lîpivți (reședința) și Loni.

## Demografie
Componența lingvistică a comunei Lîpivți
     Ucraineană (100%)
Conform recensământului din 2001, toată populația comunei Lîpivți era vorbitoare de ucraineană (100%).